# 王登平
王登平（1952年11月—），安徽省肥西县人，中国人民解放军海军中将。

## 生平
1970年12月加入中国人民解放军。历任战士、排长、政治指导员、军政治部干事、副处长；总政治部宣传部副局长、局长，周克玉上将秘书；中国海军青岛某基地副政治委员、青岛某保障基地政治委员；海军装备部政治委员。
2002年作为舰艇编队副指挥员，参加了中国海军舰艇编队首次环球航行。2009年12月接替李光，担任北海舰队政治委员。2012年7月，任广州军区副政治委员兼南海舰队政治委员。2014年12月，任海军副政委。
2002年，晋升少将。2011年7月，晋升中将。2015年12月到龄退役。